# Instituto de Planeación para el Municipio de Colima
El Instituto de Planeación del Municipio de Colima (IPCo) es una iniciativa del gobierno local para promover el desarrollo urbano sustentable a largo plazo para el territorio municipal, considerando su influencia en la región norte del estado, como cabecera económica, política y social del desarrollo de la región metropolitana, conformada por cinco municipios.
El 16 de marzo de 2006 se aprobó en sesión ordinaria del Honorable Cabildo de Colima, el Acuerdo que crea al Instituto de Planeación del Municipio de Colima, como un organismo descentralizado del gobierno municipal, con autonomía jurídica, técnica y de gestión para cumplir sus objetivos, fines y atribuciones; publicado en el Periódico Oficial “El Estado de Colima”, el día 15 de abril, entrando en funciones a partir del 13 de octubre de 2006.

## Funciones del IPCo
- Establecer la continuidad en los procesos de planeación institucional y municipal, independientemente de los cambios en la administración.
- Lograr el bien común a través de acciones de planeación que deriven una mejor calidad de vida para los habitantes de Ciudad.
- Establecer planes y programas de planeación a largo plazo.
- Establecer y aplicar las normas básicas de planeación, conservación, mejoramiento y crecimiento urbano para lograr el ordenamiento territorial del municipio.
- Impulsar la generación de un sistema amplio y operativo de programas y acciones de desarrollo urbano en el territorio municipal, que permita optimizar los recursos.
- Optimizar los procesos de planeación operativa a través de la coordinación entre las acciones de planeación y las de administración.
- Definir y proporcionar los criterios técnicos para orientar y controlar el crecimiento urbano hacia zonas aptas para el desarrollo.

- Datos: Q5918312
- Multimedia: Instituto de Planeación para el Municipio de Colima / Q5918312